# Lycksamyran
Lycksamyran är ett naturreservat i Sorsele kommun i Västerbottens län.
Området är naturskyddat sedan 2009 och är 2 071 hektar stort. Reservatet omfattar myrmarker med sumpskogar.